# Piotr Durnowo (minister)
Piotr Nikołajewicz Durnowo (ros. Пётр Николаевич Дурново, ur. 5 grudnia 1842, zm. 11 września?/24 września 1915 w Piotrogrodzie) – rosyjski polityk konserwatywny, członek Rady Państwa, minister spraw wewnętrznych Imperium Rosyjskiego.

## Życiorys

### Młodość, kariera wojskowa i urzędnicza
Pochodził z wielodzietnej rodziny szlacheckiej. Był synem wicegubernatora ołonieckiego Nikołaja Siergiejewicza Durnowo i jego żony Wiery Pietrowny Lwowej. Ukończył Morski Korpus Kadecki i od 1862 służył we flocie rosyjskiej. Brał udział w wyprawach na Morze Śródziemne oraz po Oceanie Spokojnym i Atlantyckim. w 1870 ukończył Aleksandrowską Akademię Wojskowo-Prawniczą. W stopniu porucznika został zastępcą prokuratora sądu wojskowego marynarki wojennej Imperium Rosyjskiego w Kronsztadzie. W 1872 odszedł z wojska i został zastępcą prokuratora w sądzie okręgowym we Włodzimierzu. Następnie był zastępcą prokuratora w sądzie okręgowym w Moskwie (1873-1875), prokuratorem w Rybińsku (sierpień-listopad 1875), we Włodzimierzy (1875-1880), zastępcą prokuratora kijowskiej izby sądowej (1880-1881), kierownikiem wydziału sądowego Oddziału Policji Państwowej (1881-1883), wicedyrektorem Departamentu Policji (1883-1884). Zaliczał się do grona najbliższych współpracowników Wiaczesława Plehwego.
W 1884 wyjechał za granicę w celu zapoznania się z organizacja policji w Europie Zachodniej. Po powrocie przedstawił raport przedstawiający możliwości wdrożenia w Rosji zagranicznych metod zwalczania organizacji antypaństwowych. W tym samym roku został dyrektorem Wydziały Policji. Doprowadził do rozszerzenia kompetencji policji w zwalczaniu organizacji wywrotowych. Odszedł ze stanowiska w 1893 po skandalu, jaki wywołało przeszukanie mieszkania brazylijskiego dyplomaty. Został wówczas senatorem. W lutym 1900 został powołany na urząd wiceministra spraw wewnętrznych.

### Minister spraw wewnętrznych
23 października 1905 został ministrem spraw wewnętrznych w gabinecie Siergieja Wittego, na jego wyraźne życzenie. Witte miał nadzieję, że Durnowo zdoła doprowadzić do zdławienia ruchów rewolucyjnych. Car Mikołaj II początkowo był przeciwny jego nominacji z uwagi na nadszarpniętą reputację Durnowo, ostatecznie jednak zgodził się na objęcie przez niego teki ministra. 30 października 1905 został członkiem Rady Państwa Imperium Rosyjskiego. Zdecydowanie zwalczał ruchy rewolucyjne, doprowadził do stłumienia strajku pocztowców i kolejarzy, usuwał ze stanowisk gubernatorów skłonnych do porozumienia z rewolucjonistami. Aktywny zwolennik rosyjskiej prawicy konserwatywno-narodowej, wspierał Związek Narodu Rosyjskiego. W 1906 rewolucjoniści zorganizowali na niego zamach, jednak T. Leontjewa, która miała zabić go w Interlaken w Szwajcarii, pomyliła go z francuskim podróżnikiem. Próby zamachu na ministra w Rosji nie powiodły się. W lutym 1906 car Mikołaj II nie zgodził się na jego odejście z ministerstwa, czego domagał się Siergiej Witte, który radykalnie zmienił zdanie co do jego osoby. Durnowo został zdymisjonowany na krótko przed zwołaniem Dumy Państwowej razem z całym gabinetem Wittego. Za dotychczasową pracę otrzymał nagrodę w wysokości 200 tys. rubli i zachował prawo do pensji ministra. Nadal był również członkiem Rady Państwa i od 1908 kierował jej prawicowym skrzydłem. Był zdecydowanym przeciwnikiem wszelkich reform w państwie.

### Członek Rady Państwa
W Radzie Państwa Durnowo szczególnie zaangażował się w kampanię prawicy przeciwko nowej ustawie o ziemstwach (wprowadzającej tę instytucję w guberniach zachodnich Cesarstwa), której autorem był ówczesny premier i minister spraw wewnętrznych Piotr Stołypin. Przyczynił się do odrzucenia projektu przez Dumę Państwową w głosowaniach 17 i 24 marca 1911. Projekt Stołypina zyskał jednak poparcie cara, który zgodził się wprowadzić zmiany w przepisach w trybie dekretu, w tym celu zawiesił posiedzenia obu izb, zaś głównym przeciwnikom ustawy, w tym Durnowo, nakazał wyjechać z Petersburga. Durnowo musiał także odejść z Rady Państwa.

### Przed I wojną światową i po jej wybuchu
Durnowo reprezentował proniemiecką orientację w polityce rosyjskiej. W lutym 1914, przewidując wybuch wojny, przedstawił carowi memoriał, w którym ostrzegał samowładcę przed niebezpieczeństwem dla ustroju Imperium Rosyjskiego, jakie przyniesie konflikt międzynarodowy. Durnowo przewidział układ sił w przyszłej wojnie, wskazując dwa obozy państw, jak również udział Japonii i Stanów Zjednoczonych w walce. Prognozował również, iż Rosja okaże się źle przygotowana do konfliktu, a klęski na froncie nadszarpną autorytet caratu. Memoriał Durnowo nie wzbudził większego zainteresowania.
W 1915 razem z Nikołajem Markowem, Gieorgijem Zamysłowskim i grupą deputowanych nacjonalistycznych podjął próbę stworzenia bloku konserwatywnego, jako przeciwwagi dla bloku postępowego. Zamysł ten ostatecznie nie doszedł do skutku, także z powodu śmierci Durnowo, gdy grupa prawicowych deputowanych straciła swojego przywódcę. Durnowo wycofał się z działalności politycznej latem 1915 z powodu choroby. W sierpniu tego samego roku zmarł na apopleksję i został pochowany w majątku Trieskino w guberni saratowskiej.
Żonaty z Nadieżdą Grigorjewną Akimową, z którą miał dwoje dzieci: Piotra (ur. 1883) i Nadieżdę (ur. 1886).